# Катрин Ан Портър
Катрин Ан Портър (на английски: Katherine Anne Porter) е американска журналистка, политическа активистка, поетеса и писателка на произведения в жанра социална драма и документалистика.

## Биография и творчество
Катрин Ан Портър, с рождено име Кали Ръсел Портър, е родена на 15 май 1890 г. в Индиън Крийк, Тексас, САЩ. Тя е четвъртото от петте деца на Харисън Портър и Алис Джоунс. Майка ѝ е учителка, и умира при при раждането на последното си дете, когато Катрин е двегодишна. Баща ѝ не може да осигури прехраната на семейството и затова четири от от оцелелите деца са дадени на различни роднини, като основно отраства в Кайл, Тексас, при баба си. След смъртта на баба ѝ, семейството живее в няколко града в Тексас и Луизиана. Учи в безплатни училища и само за една година през 1904 г. учи частно методистко училище в Сан Антонио. На 16-годишна възраст, за да избяга от семейството, се омъжва за алкохолизирания син на богат земевладелец и напуска училище. Заради постоянния тормоз се разделят през 1914 г., официално с развод през 2015 г., като тогава променя името си на Катрин Ан.
През 1915 г. се разболява от туберкулоза, накрая се оказва бронхит, и прекарва следващите две години в санаториуми, където решава да стане писателка. През 1917 г. тя започва да пише като журналист на свободна практика за чикагския Fort Worth Critic театрална критика и коментари на текущи събития. През 1918 г. пише за Rocky Mountain News в Денвър, а през същата година е в тежко състояние по време на грипната пандемия от 1918 г. След излекуването си косата ѝ побелява напълно и остава такава до края на живота ѝ. Преживаванията ѝ от този период са отразени в нейната трилогия от кратки романи Pale Horse, Pale Rider (1939), за който получава първия годишен златен медал за литература през 1940 г. от Дружеството на библиотеките на Нюйоркския университет.
През 1919 г. се премества в Гринуич Вилидж в Ню Йорк и се препитава като писател в сянка, пише детски приказки и прави реклами за филмова компания. През 1920 г. отива да работи за списание El Heraldo de Mexico в Мексико, където се запознава с членове на мексиканското ляво движение, включително Диего Ривера. В периода между 1920 и 1930 г. пътува между Мексико и Ню Йорк и започва да публикува кратки разкази и есета. Първият ѝ разказ„Мария Консепсион“ е публикуван през 1922 г. в списание The Century. През 1930 г. е издадена първата ѝ книга, сборникът с разкази „Цъфтящият Юда и други истории“, описващ истории предимно от селските райони на Северна Америка. Разширено издание на сборника публикувано през 1935 г. получава високо одобрение от критиката и я прави известна.
През 1926 г. Портър се жени за Ърнест Сток и живее за кратко в Кънектикът, преди да се разведе с него през 1927 г. През 30-те години тя прекарва няколко години в Европа, през които продължава да публикува разкази. Омъжва се през 1930 г. за писателя Юджийн Пресли, с който се развежда през 1938 г. след завръщането си в САЩ. Същата година се омъжва за аспиранта Албърт Ърскин, 20-години по-млад, с който се развежда през 1942 г.
През 1943 г. става избран член на Националния институт за изкуства и литература и е писател-резидент в няколко колежи и университети, включително Чикагския университет, Мичиганския университет и Вирджинския университет. В периода 1948 – 1958 г. преподава в Станфордския университет (1947 – 1949), Мичиганския университет (1953 – 1954), Вашингтонския и Лийски университет (1959) и Тексаския университет в Остин, където нейният нетрадиционен начин на преподаване я прави популярна сред студентите. През 1959 г. Фондация „Форд“ ѝ дава стипендия от 26 000 долара за две години. През 50-те и 60-те години на XX век тя участва в телевизионни и радио програми обсъждащи литературата (като тази на Ребека Уест и Вирджиния Улф), а някои от нейните разкази са адаптирани в радиодрами.
През 1962 г. е публикуван романът ѝ „Корабът на глупаците“. Той описва пътуване с кораба „Вера“ от Веракрус (Мексико) до Бремерхафен на испански работници, немски емигранти и туристи от различни националности през 1931 г. Романът става бестселър и ѝ осигурява финансова стабилност. През 1965 г. е екранизиран от Стенли Крамър в едноименния филм с участието на Вивиен Лий, Симон Синьоре, Хосе Ферер, Лий Марвин, Оскар Вернер и Джордж Сегал.
През 1964 г. е издаден сборникът ѝ с разкази „Счупеното огледало“. Той получава през 1965 г. награда „Пулицър“ за художествена литература и Националната награда за книга на САЩ. През същата година тя е назначена за член на Американската академия за изкуства и литература.
През 1977 г. е издадена книгата ѝ „Безкрайната грешка“, който е история за известния процес и екзекуцията на Сако и Ванцети, срещу което тя протестира 50 години по-рано.
През 1977 г. получава няколко инвалидизиращи инсулта, от които не се възстановява. Катрин Ан Портър умира на 18 септември 1980 г. в Силвър Спринг, Мериленд. Прахът ѝ е погребан в гробището в родния ѝ град Индиън Крийк.
През 2006 г. пощите на САЩ издават пощенска марка в нейна чест. Къщата в Кайл, Тексас, в която е живяла през детството си, е възстановена и е превърната в музей, в който се помещава и Литературния център „Катрин Ан Портър“.

## Произведения

### Самостоятелни романи
- Pale Horse, Pale Rider: Three Short Novels (1939) [1][2][3]
- Ship of Fools (1962)

### Сборници
- Flowering Judas and Other Stories (1930) – 6 разказа[1][2][3]
- Leaning Tower and Other Stories (1944)
- Old Order (1955)
- The Collected Short Stories (1964) – награда Пулицър” и национална награда за книга
Счупеното огледало : Разкази, изд.: „Народна култура“, София (1985), прев. Елмира Великова
- Uncollected Early Prose of Katherine Anne Porter (1993) – поезия
- Katherine Anne Porter's Poetry (1996) – поезия

### Новели и разкази
- The Cracked Looking-Glass (1932)[1]
- Hacienda (1934)[6]
- Noon Wine (1937)
- Downward Path to Wisdom (1939)
- The Flower of Flowers (1950)
- A Wreath for the Gamekeeper (1959)
- Gracious Greatness (1964)

### Документалистика
- Outline of Mexican popular arts and crafts (1922)[1][2][3]
- Eudora Welty (1941)
- The Days Before (1952) – есета, статии и рецензии
- Gertrude Stein, a self-portrait (1953)
- The Never-Ending Wrong (1977)
- Katherine Anne Porter: Conversations (1987)
- The Collected Essays and Occasional Writings of Katherine Anne Porter (1990)
- Letters of Katherine Anne Porter (1990)

### Екранизации
- 1952 Rebound – тв сериал, 1 епизод
- 1956 Climax! – тв сериал
- 1961 Camera Three – тв сериал, 1 епизод
- 1964 The Wednesday Play – тв сериал, 1 епизод
- 1965 Ship of Fools
- 1966 ABC Stage 67 – тв сериал, 1 епизод
- 1980 The Jilting of Granny Weatherall – тв филм
- 1985 American Playhouse – тв сериал, 1 епизод
- 1986 American Masters – тв сериал, 1 епизод
- 1987 The Fig Tree – тв филм
- 1990 The Circus – тв филм
- 2010 The Martyr

## Книги за нея
- Katherine Anne Porter (1979) – от Робърт Пен Уорън